# Klaus-Dietrich Runow
Klaus-Dietrich Runow (* 1955) ist ein deutscher Arzt, Umweltmediziner und Autor.

## Karriere
Runow hat als erster deutscher Arzt in den USA seine Umweltmedizinprüfung abgelegt und wurde vom International Board for Environmental Medicine zertifiziert. 1989 errichtete er das erste deutsche Institut für Umweltkrankheiten und ist damit ein Pionier der Umweltmedizin in Deutschland.

## Ehrungen
- 2006: B.A.U.M.-Umweltpreis

## Publikationen
- Klinische Ökologie: Umweltkrankheiten – neue Wege in Diagnose und Therapie. Hippokrates, Stuttgart 1987; 2., überarbeitete und erweiterte Auflage unter dem Titel Klinische Ökologie: Angewandte Umweltmedizin. 66 Tabellen. 1994.
- Nervenschutz durch Entgiftung: Ratgeber für gesundes Altwerden. Angewandte Ernährungs- und Umweltmedizin. Mein Buch, Hamburg 2005, ISBN 3-86516-504-4 (hergestellt on demand).
- Wenn Gifte auf die Nerven gehen: Wie wir Gehirn und Nervensystem durch Entgiftung schützen können. Südwest, München 2008, ISBN 978-3-517-08387-2; 2., korrigierte Auflage 2009.
- Der Darm denkt mit: Wie Bakterien, Pilze und Allergien das Nervensystem beeinflussen. Südwest, München 2011, ISBN 978-3-517-08667-5.
- Krebs eine Umweltkrankheit? Risiko minimieren – Therapie optimieren. Südwest, München 2013, ISBN 978-3-517-08772-6.